# مجنحة الثمر
.
1. ↑  "معلومات عن مجنحة الثمر على موقع ncbi.nlm.nih.gov". ncbi.nlm.nih.gov. مؤرشف من الأصل في 2022-06-14.
2. ↑  "معلومات عن مجنحة الثمر على موقع irmng.org". irmng.org. مؤرشف من الأصل في 2022-03-23.
3. ↑  "معلومات عن مجنحة الثمر على موقع inaturalist.org". inaturalist.org. مؤرشف من الأصل في 2021-10-22.